# Euornithopoda
Euornithopoda es un clado de dinosaurios ornitisquios ornitópodos, que vivieron desde el Jurásico inferior hasta el Cretácico superior (hace aproximadamente 197 y 65 millones de años, desde el Hettangiense y el Maastrichtiense), en lo que hoy es América, África, Europa, Australia y Asia.

## Sistemática
Euornithopoda se define como el clado más inclusivo que contiene al Parasaurolophus walkieri (parks, 1922), pero no al Heterodontosaurus tucki (Charning & Crompton 1962), al Pachycephalosaurus wyomingensis (Brown & Schlaikjer, 1943), al Ankylosaurus magniventris (Brown, 1908) y al Triceratops horridus (Marsh, 1889).